# Noisecontrollers
Noisecontrollers è un disc jockey e produttore discografico hardstyle olandese nato nel 2005. La formazione originale della band vedeva impegnati nel progetto i due dj e produttori Bas Oskam e Arjan Terpstra. Sotto contratto con Art of Creation e occasionalmente con la Digital Age, sono considerati, assieme a Headhunterz, Wildstylez e molti altri, i principali pionieri del genere, tantoché sono quasi spesso tra i protagonisti di festival come il Qlimax, il Defqon.1, il Reverze e numerosi altri eventi.
Nel 2013 rilasciano anche alcune tracce dubstep e dubstyle, una delle quali in collaborazione con gli Showtek. Il 20 novembre dello stesso anno annunciano la divisione del gruppo. Bas porterà avanti il progetto Noisecontrollers, mentre Arjan continuerà producendo altri generi musicali sotto un altro pseudonimo. Suoneranno insieme per l'ultima volta al Qlimax del 2013.
Nel 2014 Bas pubblica il suo primo album da solista All Around, il secondo del progetto Noisecontrollers e, in contemporanea, è l'artefice dell'anthem del Qlimax di fine anno.
L'anno seguente pubblica il terzo album e inizia una collaborazione con il duo Bass Modulators. A fine anno, al compimento dei 10 anni, verrà pubblicato l'album 10 Years Noisecontrollers, contenente hit del gruppo e brani inediti. All'evento Freaqshow di capodanno verrà suonata, come miglior canzone hardstyle dell'anno, la traccia Solar, realizzata in estate in collaborazione con Bass Modulators.
Nel 2016, insieme a Bass Modulators, viene pubblicato l'album Chapter One, contenente diverse produzioni sotto il nome di NCBM.
Nel 2017, insieme a Bass Modulators, Audiotricz e Atmozfears, viene creata l'etichetta Spirit of Hardstyle, che si fonde con Art of Creation di Headhunterz e Wildstylez nel 2019. Sempre nel 2019 realizza l'anthem per l'ultima edizione dell'Hard Bass.

## Album
- 2012 Noisecontrollers - E=nc² - The Science of Hardstyle
- 2014 Noisecontrollers - All Around
- 2015 Noisecontrollers - All Night Long
- 2015 Noisecontrollers - 10 Years Noisecontrollers
- 2016 Noisecontrollers & Bass Modulators - Chapter One

## Singoli
- 2007 Noisecontrollers - Creatures / Against All Odds
- 2007 Noisecontrollers - Crump / Marlboro Man / Aliens
- 2007 Noisecontrollers - We Control The Noise
- 2007 Noisecontrollers - Activated
- 2007 Brainkicker vs. Noisecontrollers - Always Black
- 2007 Noisecontrollers vs. Speedy Bass - Wanna Freak You
- 2008 Noisecontrollers - Bassleader Anthem
- 2008 Noisecontrollers - Shreek / Venom / Rushroom
- 2008 Noisecontrollers & Zany - Delomelancum
- 2009 Noisecontrollers - Ctrl.Alt.Delete (In Qontrol Anthem 2009)
- 2009 Headhunterz & Wildstylez vs. Noisecontrollers - Tonight / Famous
- 2009 Noisecontrollers - Yellow Minute / Sanctus / Revolution Is Here / Attack Again
- 2009 Noisecontrollers - Samara / Venom (Wildstylez Remix) / Astral / Surge of Power
- 2009 Noisecontrollers - Addictive Fantasy / Unbroken / Promises / Confucius
- 2010 Noisecontrollers vs. Toneshifterz - Jaydee / Empire Of The Sun
- 2010 Noisecontrollers vs. Headhunterz - The Space We Created
- 2010 Noisecontrollers & Zany - Paranoid / Diffusion / Diavoli
- 2010 Noisecontrollers - Faster n' Further / Club Jumper / Darkside Of Emotions / Macabre
- 2010 Noisecontrollers - Summer in The City [Part I & II] (Decibel Outdoor 2010 Anthem)
- 2010 Noisecontrollers & Psyko Punkz - Bass Mechanics / Universe
- 2010 The Pitcher Feat. Noisecontrollers - Cherish
- 2010 Headhunterz & Noisecontrollers - Robot's Dream
- 2011 The Pitcher feat. Noisecontrollers - Shut Up
- 2011 Wildstylez & Noisecontrollers - A Different Story
- 2011 Digital Punk & Noisecontrollers - Blue Horizon
- 2011 Noisecontrollers & Wildstylez - Stardust
- 2011 Noisecontrollers - Gimme Love
- 2011 Noisecontrollers - Give It Up
- 2011 Noisecontrollers - Big Bang
- 2011 Noisecontrollers - Stella Nova
- 2011 Noisecontrollers - Unite (Defqon.1 2011 Anthem)
- 2012 Noisecontrollers - So High
- 2012 Noisecontrollers - E = NC²
- 2012 Noisecontrollers feat. Alpha² - Moonraker
- 2012 Noisecontrollers & Pavelow - Quatre Mains
- 2012 Noisecontrollers - Pillars Of Creation
- 2012 Headhunterz & Wildstylez vs. Noisecontrollers - World Of Madness (Defqon.1 2012 Anthem)
- 2012 Noisecontrollers - Sludge
- 2012 Noisecontrollers - Break The Show
- 2013 Noisecontrollers - Feel So Good
- 2013 Noisecontrollers - Why So Serious
- 2013 Noisecontrollers - Trick or Treat
- 2013 Noisecontrollers & Showtek - Get Loose (OWSLA)
- 2013 Noisecontrollers - Destroyer Of Worlds
- 2014 Headhunterz & Noisecontrollers - Robot's Dream
- 2014 Noisecontrollers - Unsure
- 2014 Noisecontrollers - Waves
- 2014 Noisecontrollers - Come Wake Up
- 2014 Noisecontrollers - Circles
- 2014 Noisecontrollers - Always Orange
- 2014 Noisecontrollers - All Around The World (Deep Mix)
- 2015 Noisecontrollers - Only You
- 2015 Noisecontrollers - Infinity
- 2016 Noisecontrollers & Bass Modulators - Rocked Up
- 2015 Noisecontrollers - Here We Go
- 2015 Noisecontrollers - Wolf
- 2015 Noisecontrollers - All Night Long
- 2015 Noisecontrollers - Destruction
- 2015 Noisecontrollers & Bass Modulators - Solar
- 2015 Noisecontrollers - Hands Up
- 2016 Noisecontrollers - The Game
- 2016 Noisecontrollers - Savannah
- 2016 Noisecontrollers & Bass Modulators - See The Light
- 2016 Noisecontrollers & Bass Modulators - Holding On
- 2016 Noisecontrollers - Spirit Of Hardstyle
- 2017 Wildstylez, Noisecontrollers & Bass Modulators - Bad Habits
- 2017 Noisecontrollers - Strike As A Die Hard (Official Q-Base Anthem 2017)
- 2017 Noisecontrollers & Bass Modulators – This Is Eternity
- 2017 Noisecontrollers – You Know I Like It
- 2017 Noisecontrollers – Whose Plan Is It
- 2017 Noisecontrollers & Bass Modulators – Het Gevoel Van
- 2017 Noisecontrollers & Bass Modulators – Mumbai
- 2017 Noisecontrollers & Bass Modulators – Destination (Official Decibel 2017 Anthem)
- 2017 Noisecontrollers & Sander van Doorn – Just Won't Get Enough
- 2018 Noisecontrollers & Atmozfears – This Is Our World
- 2018 Radical Redemption & Noisecontrollers – Vampire
- 2018 Noisecontrollers – The Night
- 2019 Noisecontrollers, Atmozfears & B-Front – Das Boot
- 2019 Noisecontrollers – Shine
- 2019 Noisecontrollers & Sogma – The Approach
- 2019 Noisecontrollers – Headlights
- 2019 Noisecontrollers – The Last Formation (Official Hard Bass Anthem 2019)
- 2019 Noisecontrollers & Devin Wild – The Time Has Come
- 2019 Noisecontrollers – Pyramid
- 2019 Noisecontrollers & Wildstylez - 200 Dreams EP
- 2021 Noisecontrollers - They Pretend

## Remix
- 2009 Dark-E - Gods & Symbols (Noisecontrollers Remix)
- 2009 Zany - Thugs (Noisecontrollers Remix)
- 2009 Wildstylez - KYHU (Noisecontrollers Remix)
- 2009 Brennan Heart - One Blade (Noisecontrollers Remix)
- 2009 Showtek - We Live For The Music (Noisecontrollers Remix)
- 2010 Headhunterz - Forever Az One (Noisecontrollers Remix)
- 2010 The Pitcher - Bangrindin' (Noisecontrollers Remix)
- 2010 SMD – All For The Thrill (NC Re-Fix)
- 2010 Brooklyn Bounce - Club Bizarre (Headhunterz & Noisecontrollers Remix)
- 2011 Donkey Rollers - Followers (Noisecontrollers Remix)
- 2012 Dutch Master – Million Miles Away (Noisecontrollers Remix)
- 2012 Hardwell ft. Amba Shepherd - Apollo (Noisecontrollers Remix)
- 2014 Brooklyn Bounce - Club Bizarre (Headhunterz & Noisecontrollers Remix)

## Posizione classifica Dj Mag
| DJ               | 2010 | 2011 | 2012 | 2013 |
| ---------------- | ---- | ---- | ---- | ---- |
| Noisecontrollers | 90   | 35   | 27   | 66   |